# 中島遊園地競馬場

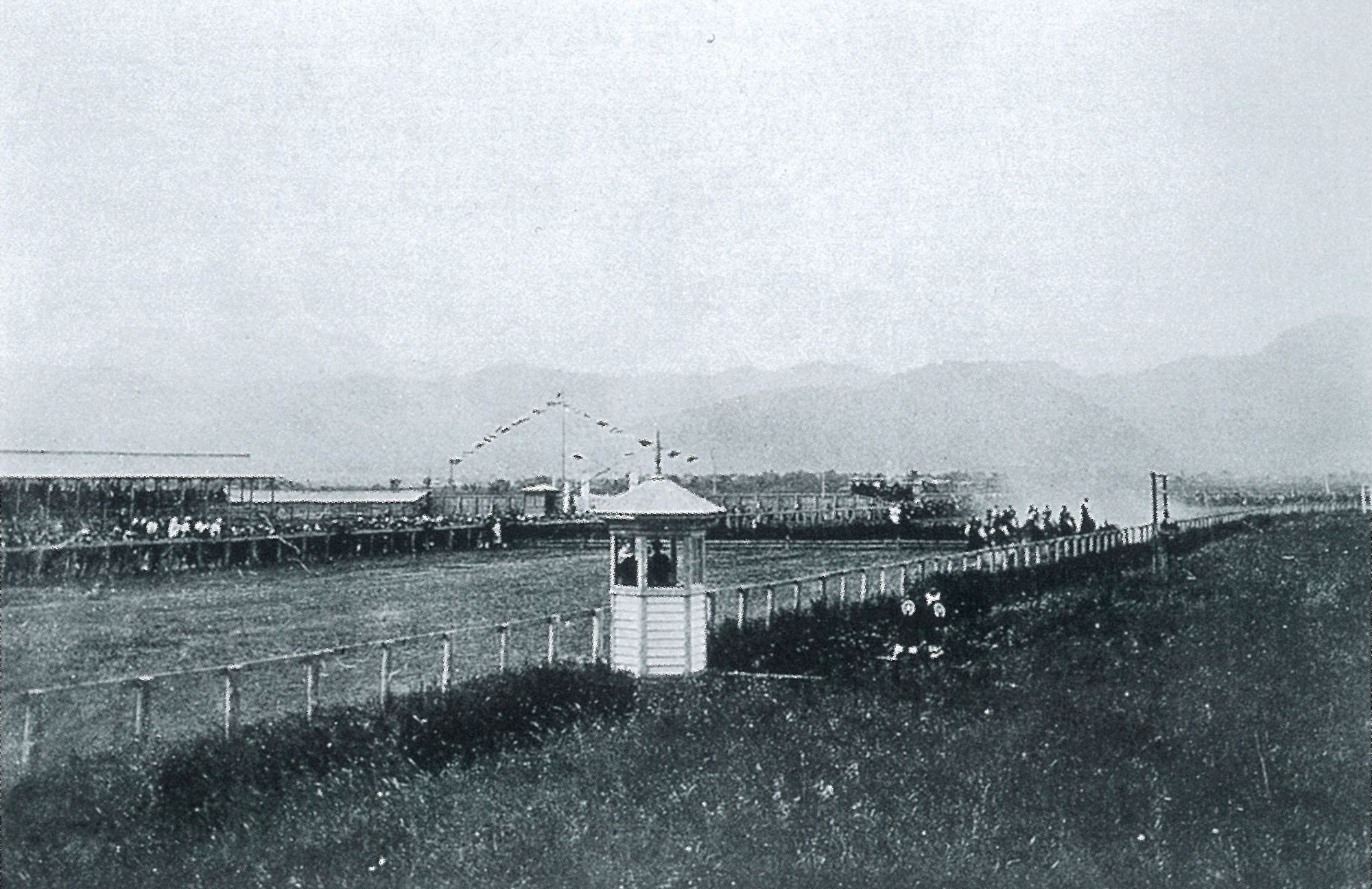
中島遊園地競馬場

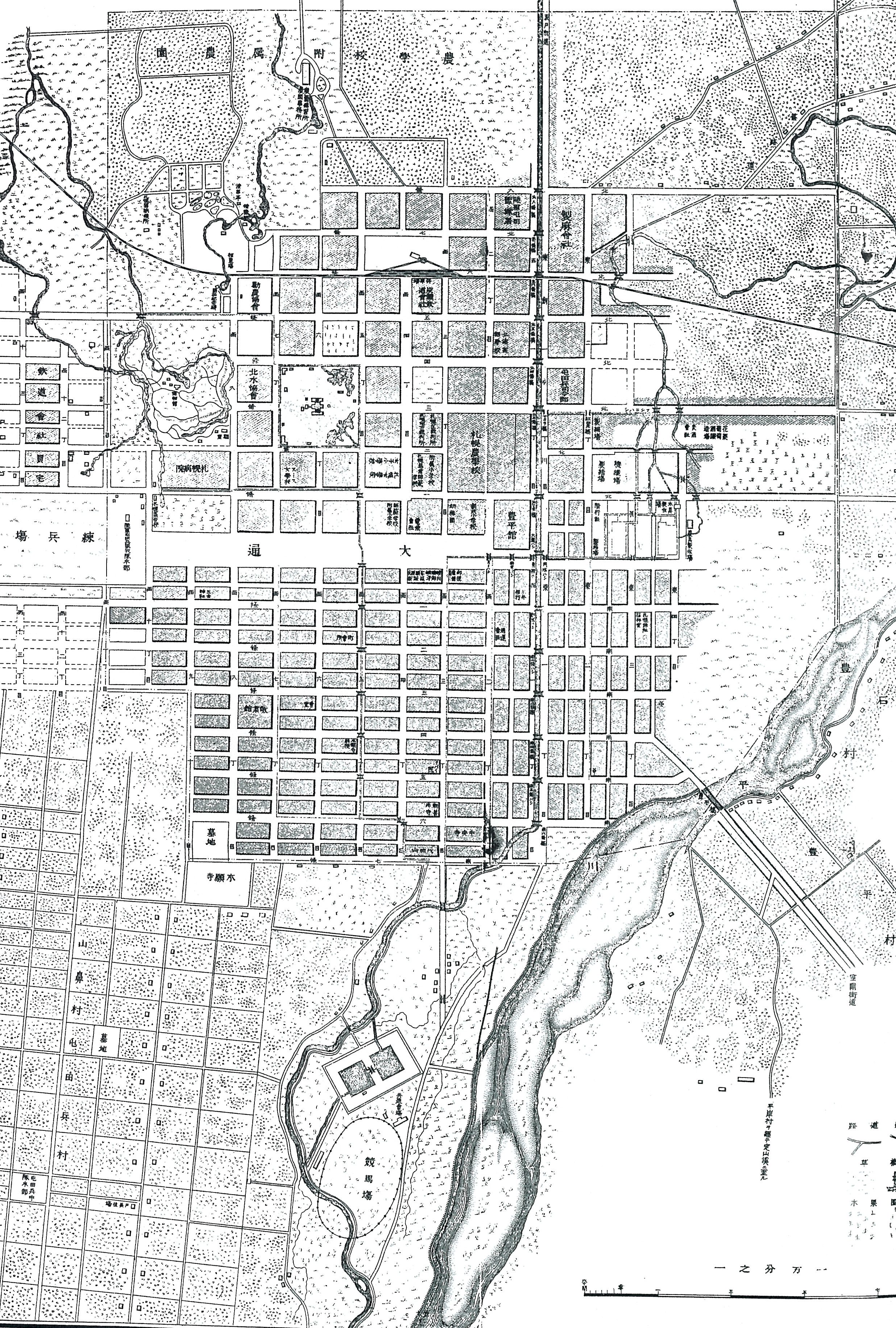
明治24年の札幌地図　中島遊園地競馬場は一番下になる。明治24年では札幌市街地は中島公園まで及んでいない。

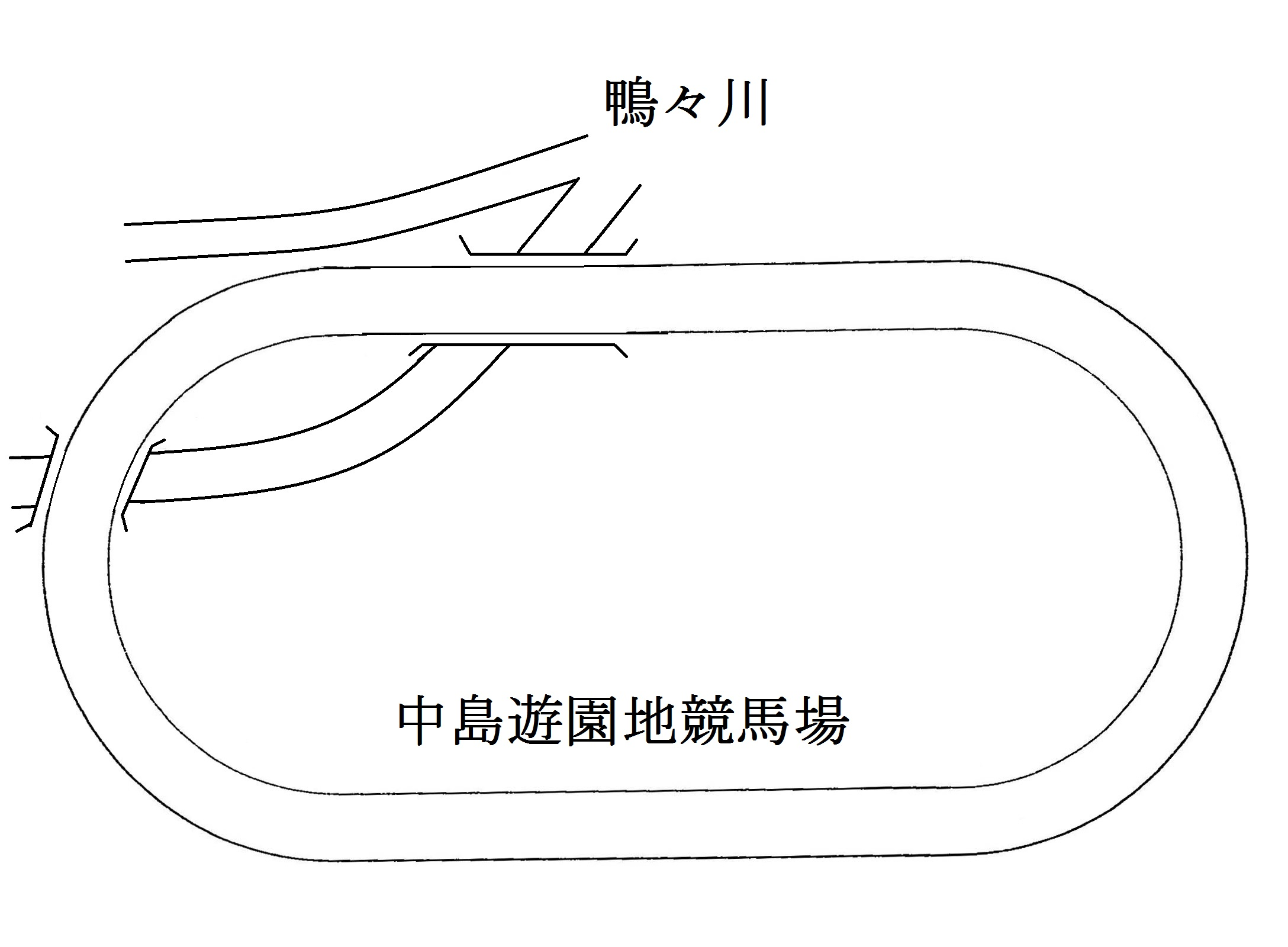
中島遊園地競馬場の大まかな概念図。中島遊園地競馬場は鴨々川をまたいで作られていた。一周は約950メートル　幅は約14.5メートル

中島遊園地競馬場（なかじまゆうえんちけいばじょう）は、札幌・中島遊園地（現代の中島公園）内に1887年(明治20年)から1906年(明治39年)まで存在した競馬場。一周約950メートル。末期には1000メートルに拡張され、主催は札幌共同競馬会社から北海道乗馬会に。1907年(明治40年)、北海道乗馬会は組織を拡大して北海道競馬会と改める際に競馬場も子取川農園に移し（現在の札幌競馬場）、中島遊園地競馬場は廃止された。

## 中島遊園地競馬場の開場
札幌市街の南にあった中島の地を、黒田清隆は桑畑にするように東京から指示をだしたが、札幌の官吏は風光明媚な中島の地を桑畑にすることを拒んだという。判官岩村通俊は札幌の北に偕楽園、南に中島、西に円山、東に苗穂の各公園を配置する計画を持っていたといわれ、札幌区長山崎は1883年(明治16年)中島に公園を設けることを要望し札幌県はこれを許可し1886年(明治19年)中島遊園地は設置された。中島公園は当時は中島遊園地と呼ばれていた。
札幌市街の北側には偕楽園が設けられ偕楽園内には物産開場、育種場、札幌育種場競馬場が設けられていたが、偕楽園で開かれていた農業博がだんだん大規模になるにつれ手狭になりこれらの施設をより広い場所に移すことになった。
1886年(明治19年)札幌県、函館県、根室県の3県が廃止され北海道が置かれたが、それに伴ってそれまで競馬が行われていた札幌育種場競馬場は廃止され、競馬場は中島遊園地に移転される。
北海道庁長官岩村通俊や札幌区長浅羽靖らが推進し、お雇い外国人である獣医師エドウィン・ダンが競馬場を設計した中島遊園地競馬場は1887年(明治20年)に完成する。一周は525間(約950メートル)、コース幅は8間(約14.5メートル)の競馬場で左回り。馬場の一部は鴨々川にかかるため橋を架けた。

## 札幌共同競馬会社による運営

### 盛況
札幌の競馬は中島遊園地に移転後ますます盛んになったという。競馬に参加するため室蘭や鵡川、新冠から札幌まで出向いてくる馬さえもいた。それらの馬は競馬の十数日前から札幌に来て調教を行ったという。
1881年(明治14年)ころには4尺2寸(127センチ)から4尺5寸(136センチ)だった札幌の競走馬の身長が、中島遊園地競馬時代には4尺5寸(136センチ)を超え、もっとも大きい馬では5尺(151センチ)に達しようとしていた。明らかに馬の体格は向上し、走る速度も向上している。
中島遊園地競馬場は札幌育種場競馬場を引き継いだものなので、運営形態もかわらず永山武四郎を会長とする札幌共同競馬会社によって運営され、経費は会員の官吏から月給の1割を徴収し、また出走馬からは出走料として賞金の5％相当額を取り、一般観客からも入場料をとって賄った。上級官吏のほとんどは札幌共同競馬会社会員だったので、上級官吏は賦課的に月給から1割取られたわけである。しかし1891年(明治24年)、長年会長を務めていた永山が辞任し谷七郎に変わったおりに会員の官吏からの月給の1割を強制徴収することを止め、1893年(明治26年)に会長になった南部源蔵は規則を改め競馬の定例開催は年一回とし運営資金は寄付によって賄うことにし、賞金額の上限も撤廃し、競走馬の検査規則も設けた。

### 凋落
定期開催は年1回にするものの臨時競馬を行い、札幌の競馬人気はますます高まり盛況だったという。しかし札幌住民の人気はあったが、札幌共同競馬会社内部には危機が迫っていた。先の札幌共同競馬会社会長永山武四郎は清廉な人物であったが清廉すぎたため有志の反発も買い札幌共同競馬会社には財産がなかった。永山の辞任後には官吏から会費を強制徴収するのを止め寄付に頼ったが札幌住人の人気と裏腹に経営は苦しくなっていった。士気がさがり経理関係も乱れ、寄付する者も減っていった。南部源蔵の後に会長はたびたび変わるが、札幌共同競馬会社には財産もなく寄付という不安定な収入源に頼ったため経営は苦しく馬場や馬見所は荒廃していく。1900年(明治33年)くらいまでは最低でも20頭は確保できた出走馬も明治37年には14頭に過ぎず、寄付を拒否する者はますます増え、札幌共同競馬会社と中島遊園地競馬は自然廃絶の危機に瀕した。1904年(明治37年)には馬見所（スタンド）や厩舎は修理さえ不可能なほど荒廃しコース上の橋は人間が渡ることさえ危険なほどであったという

## 北海道乗馬会による運営
荒廃し自然消滅の危機を迎えた中島遊園地競馬は日露戦争を機に復活する。日露戦争では軍馬が活躍したが、馬産や馬の体格の向上に札幌の競馬が果たした役割は明らかで、しかも今後もその役割は大きいと評価され、歴史ある札幌競馬を残そうという動きが生じてきた。1905年(明治38年)北海道乗馬会は組織の形態をとどめなくなった札幌共同競馬会社から中島遊園地競馬場を引き継ぎ競馬を行うことになった。北海道乗馬会では北海道炭鉱汽船会社の後援を得て寄付金を募り北海道炭鉱汽船会社関係者他200人余りから寄付金を得た。この資金でもって荒廃した中島遊園地競馬場を立て直す。競馬場一周の距離を延長し550間(1000メートル)とし馬見所（スタンド）、厩舎、鴨々川にかかる橋を新築する。札幌共同競馬会社から引き継いだものは半壊した審判所と半鐘1個だけだったというので、北海道乗馬会は中島遊園地競馬場施設をほとんど新設したようなものである。競馬運営は北海道乗馬会競馬部とし、北海道乗馬会競馬部は規則を定め全道に会員を募集し、1905年(明治38年)8月19-20日に北海道乗馬会として初めての中島遊園地競馬を行った。北海道乗馬会は競馬を開催する趣旨として馬匹の改良を強く打ち出し、札幌共同競馬会社時代のような短距離競走を廃止し、長距離レースのみ行った。多くのレースは1マイル以上とし、番外では5500間(10キロメートル)などという突拍子もない番組さえ組んだ。この超長距離番組には6頭が参加し時間は20分だったという。1906年(明治39年)には馬見所（スタンド）を1棟新築してくわえ、また乗馬共進会という組織を作り馬体の大きさを競わせる試みも行われている。5500間(10キロメートル)走る長距離レースは10回行われ、第一回目には20分だった時間が16分まで向上している。1906年(明治39年)には西洋馬も登場している。札幌共同競馬会社時代には5尺を超えることがなかった競走馬の体格も北海道乗馬会時代には5尺を超える和洋雑種馬がざらにいるようになっている。

## 馬券黙許時代と中島遊園地競馬場の移転
日露戦争では日本の馬は大量に消費され、また日本馬は（明治初頭に比べて改良されたとはいえ、それでも）外国の馬に比べて体格が著しく劣っていることが明確になり馬の改良と増殖は国家的な課題となった。このため1905年(明治38年)12月日本政府は馬匹の改良を促す目的で馬券を黙許することとなった。明治39年から明治41年ごろには日本中に競馬会と競馬場が林立する（馬券黙許時代）
北海道乗馬会競馬部は北海道乗馬会から分離独立して北海道中央競馬会と改め、1906年(明治39年)10月に政府に社団法人化の申請をする。ところが馬券黙許に伴い東京方面にありながら北海道において競馬を企画する団体が4つ現れた。これらの団体は北海道中央競馬会の足を引っ張ろうと画策する。北海道中央競馬会は争いを避け、これら4団体を受け入れ、改めて北海道競馬会として社団法人として申請し認可を得た。北海道競馬会は25万円の資金を集め競馬場建設の実施会社として北海道馬匹奨励会社を設立する。
ここにいたり、馬券黙許される法人の規定として1マイル(1600メートル)のコース長をもつ競馬場が必要となった。
コース長1000メートルの中島遊園地競馬場では大きさが足らず、札幌の北西にある子取川農場地にコース長1マイル、コース幅21間(38メートル)の競馬場を新設・移転することになった。現在の札幌競馬場である。これに伴って中島遊園地競馬場は廃止されることになった。
1907年(明治40年)からは札幌の競馬の歴史は札幌競馬場が引き継ぐ。